# زاگرس خودرو
زاگرس خودرو یکی از شرکت‌ها و کارخانه‌های خودروسازی در ایران بود که در زمینه مونتاژ خودرو فعالیت داشت. کارخانه زاگرس خودرو در بروجرد و ۲۰ کیلومتری جاده ملایر قرار گرفته‌است و از سال ۱۳۷۵ شروع به فعالیت کرد. این شرکت با کارخانجات خودروسازی پروتون مالزی قرارداد دارد و خودروهایی با نام پروتون تولید می‌کرد. این شرکت در تاریخ 24 خرداد ماه سال 1404 طی حمله‌ای در جنگ بین ایران و اسرائیل از کار افتاد.
زاگرس خودرو با ظرفیت اسمی پنجاه‌هزار خودرو در سال طراحی شد اما برای مدت طولانی تنها پنج‌هزار دستگاه خودرو در سال تولید می‌کرد.
نخستین محصول این شرکت که با همکاری شرکت پروتون مالزی تولید شده پروتون ویرا است که در اصل همان میتسوبیشی لنسر می‌باشد. این محصول نخستین بار در سال ۱۳۸۱ روانه بازار شده‌است. این کارخانه خودروهای زیر را تولید می‌کرد:
- پروتون ویرا
- پروتون جن-۲
- پروتون ایمپین
- پروتون ساگا

این کارخانه در آذرماه سال ۹۱ به‌دلیل مشکلات مالی تعطیل شد و بیش از چهارصد کارگر آن بیکار شدند.
این کارخانه مجدداً در سال ۹۲ شروع به کار کرده‌است و خودروهای پیکاپ پارس خودرو (ریچ) و در سال ۹۳ خودرو mvm 530 را نیز تولید می‌نماید؛ و همچنین در سال ۹۴ با رنگ آمیزی پراید، رنگ و مونتاژ ام‌وی‌ام ۵۳۰ و همچنین تولید بایک همچنان به فعالیت خود ادامه می‌دهد. این کارخانه در خرداد ۱۳۹۵ طی شروطی به شرکت صنایع تولیدی عظیم خودرو اجاره داده شد و نام سردرب کارخانه به «شرکت عظیم خودرو» تغییر یافت. عظیم خودرو بروجرد خودروهای فوتون ساوانا و هن‌تنگ ایکس۷ و هن‌تنگ ایکس۵ را مونتاژ می‌کرد. با این حال، قرارداد اجاره به‌علت تخلفات متعدد مستأجر و عدم انجام تعهدات وی در سال ۱۳۹۸ فسخ گشت و مجدداً در سال ۱۳۹۹ با شروط جدید مدت اجاره تا اسفند ۱۴۰۱ تمدید شد. در مرداد ۱۴۰۰ مجدداً به‌علت تخلفات و عدم انجام تعهدات توسط مستأجر قراراد اجاره فسخ گشت
و شرکت عظیم خودرو ملزم به تحویل کارخانه به مالک اصلی یعنی شرکت زاگرس خودرو می‌باشد. در تیرماه ۱۴۰۱ با پیگیری‌های ۲ ساله مقصودی نماینده وقت بروجرد در مجلس شورای اسلامی کارخانه به زاگرس خودرو تحویل داده شد.
در حال حاضر خط تولید صنایع اتومبیل‌سازی فردا (FMC) با تولید خودروهای FMC SX5، FMC T5 و کامیونت در این کارخانه راه‌اندازی شده‌است.